# Phalanger alexandrae
Phalanger alexandrae é uma espécie de marsupial da família Phalangeridae. Endêmica da Indonésia.